# 豊幡町
豊幡町（とよばたちょう）は、愛知県名古屋市中村区の地名。丁目の設定はない。住居表示未実施。

## 地理
名古屋市中村区北部に位置する。東は森末町、南は中村町、北は本陣通に接する。

## 歴史

### 地名の由来
豊国神社の「豊」と氏神である八幡社の「幡」を合わせて命名したものであるという。

### 沿革
- 1947年（昭和22年）5月20日 - 中村区日比津町字南諏訪野・字中諏訪野・字河原屋敷・字高畑・字待屋・字河原の各一部により、同区豊幡町として成立[1]。

## 世帯数と人口
2019年（平成31年）2月1日現在の世帯数と人口は以下の通りである。
| 町丁   | 世帯数  | 人口  |
| ------ | ------- | ----- |
| 豊幡町 | 173世帯 | 346人 |

### 人口の変遷
国勢調査による人口の推移
| 1950年（昭和25年） | 399人 | [ 9 ]  |  |
| 1955年（昭和30年） | 484人 | [ 9 ]  |  |
| 1960年（昭和35年） | 645人 | [ 10 ] |  |
| 1965年（昭和40年） | 709人 | [ 10 ] |  |
| 1970年（昭和45年） | 707人 | [ 11 ] |  |
| 1975年（昭和50年） | 668人 | [ 11 ] |  |
| 1980年（昭和55年） | 572人 | [ 12 ] |  |
| 1985年（昭和60年） | 533人 | [ 12 ] |  |
| 1990年（平成2年）  | 510人 | [ 13 ] |  |
| 1995年（平成7年）  | 449人 | [ 14 ] |  |
| 2000年（平成12年） | 388人 | [ 15 ] |  |
| 2005年（平成17年） | 367人 | [ 16 ] |  |
| 2010年（平成22年） | 340人 | [ 17 ] |  |
| 2015年（平成27年） | 339人 | [ 18 ] |  |

## 学区
市立小・中学校に通う場合、学校等は以下の通りとなる。また、公立高等学校に通う場合の学区は以下の通りとなる。
| 番・番地等 | 小学校               | 中学校                 | 高等学校 |
| ---------- | -------------------- | ---------------------- | -------- |
| 全域       | 名古屋市立豊臣小学校 | 名古屋市立日比津中学校 | 尾張学区 |

## その他

### 日本郵便
- 郵便番号 : 453-0051[4]（集配局：中村郵便局[21]）。